# Films d'animation d'ouverture de Daicon III et IV
 (juillet 2025).
Si vous disposez d'ouvrages ou d'articles de référence ou si vous connaissez des sites web de qualité traitant du thème abordé ici, merci de compléter l'article en donnant les références utiles à sa vérifiabilité et en les liant à la section « Notes et références ».
 (novembre 2023).
Les Films d'animations d'ouverture de Daicon III et Daicon IV sont deux courts métrages d'animations. En 1981, se tient à Osaka la vingtième édition du festival japonais de science-fiction, surnommé Daicon III. À cette occasion, certains élèves de l'école d'art de la ville réalisent un court métrage d'animation pour l'ouverture du festival.
Lors de l'édition suivante Daicon IV, en 1983, les élèves réitère l'expérience. Les deux courts métrages d'animations développe la même histoire d'une jeune fille combattant toutes sortes de monstres et personnages issues de différentes œuvres de science-fiction (tel que Star Wars, Ultraman, Godzilla, etc.) mais également à la pop culture (dans Daicon IV, le costume de la fille reprend l'image de la marque Playboy).
Il est important de noter que les nombreuses références présentes dans les deux courts métrages sont non autorisées et ne respectent pas le droit d'auteur. C'est notamment le cas pour les musiques utilisées comme le titre Runaway de Bill Conti ou certains titres du groupe Electric Light Orchestra.
Ces œuvres sont reconnues comme des œuvres importantes dans l'histoire de l'animation japonaise. En 2001, le magazine Animage place ces deux films à la 35ème place du top 100 des anime. Certains animateurs liés à ce projet formeront plus tard le studio d'animation Gainax.